# Gastronomía del sur de Estados Unidos
La gastronomía del sur de los Estados Unidos se define como la cocina regional de los estados generalmente al sur de la línea Mason-Dixon y al este del estado de Texas.

## Evolución
Las influencias más notables proceden de las cocinas británica, escocesa, irlandesa, francesa, nativa norteamericana, afroamericana y en menor grado española. Los estilos soul, criollo, cajún, lowcountry y «floribeña» son ejemplos. En épocas recientes, elementos de la cocina sureña se han extendido hacia el norte, afectando al desarrollo de otros tipos de cocina estadounidense.
Muchos elementos como la calabaza, el tomate, el maíz (y sus derivados, incluyendo la sémola), así como la costumbre de las barbacoas en el suelo, fueron heredados de las tribus nativas del sureste, como los caddo, choctaw y seminola. Muchos platos con azúcar, harina, leche, huevo (muchos tipos de productos horneados o lácteos, como panes y quesos) están más asociados a Europa. La propensión sureña al desayuno completo (frente al continental, con un pan simple y bebida) procede del desayuno inglés, aunque fue alterado sustancialmente. Mucho de la cocina cajún y criolla se basa en la francesa, y en menor medida en la española. La «floribeña» es más similar a la española con obvias influencias caribeñas, mientras la Tex-Mex tiene considerables toques mexicanos y nativos.

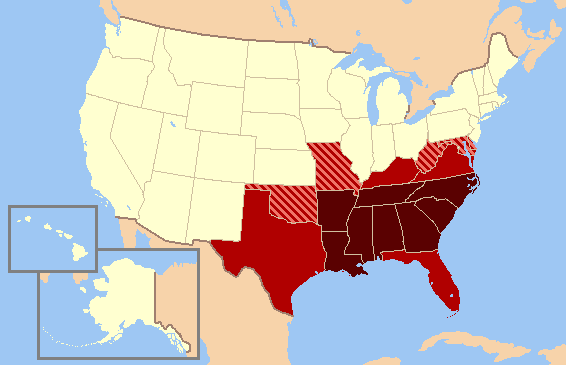
Los estados en rojo oscuro se consideran sureños; los de rojo medio suelen considerarse; y los estados rayados solo ocasionalmente.

Una de las ocurrencias más importantes en este periodo fue la interacción con los pueblos de la zona y los préstamos de los indios nativos, que dominaban la caza, siembra y preparación de los alimentos. De esta interacción surgió uno de los principales alimentos de la dieta sureña: el maíz, bien en crudo o molido con una sal alcalina para elaborar nixtamal, usando una tecnología nativa americana llamada nixtamalización. El maíz se usaba para preparar todo tipo de platos, desde los conocidos pan de maíz y sémola hasta licores tales como el whisky y el moonshine, que eran importantes objetos comerciales.
Aunque menos importantes, las patatas también fueron adoptadas de la cocina nativa y se usaron de muchas formas parecidas al maíz.
Los nativos americanos introdujeron a los primeros sureños a muchas otras verduras aún familiares en la cocina de la región. El calabacín, la calabaza, muchos tipos de judías, el tomate (si bien inicialmente se consideraba venenoso), muchos tipos de pimientos y sasafrases llegaron a los colonos a través de las tribus nativas.
También hay muchas frutas en esta región. Muscadinias, zarzamoras, frambuesas y muchas otras bayas silvestres formaban parte de las dietas de los colonos.

Hasta un grado mayor que el que nadie puede advertir, varios de los platos más importantes de los indios del sureste perduran en la soul food comida tanto por negros como por blancos. El hominy, por ejemplo, sigue comiéndose ... El sofkee perdura como grits ... el pan de maíz [es] usado por cocineros sureños ... las frituras indias ... llamadas de formas diversas como hoe cake, ... o Johnny cake. ... El pan de maíz hervido indio está presente en la cocina sureña como corn meal dumplings, ... y como hush puppies, ... Los sureños cocinan sus judías y guisantes hirviéndolas, como hacían los indios ... como los indios, curan su carne y la ahúman sobre carbón de nogal.

Los nativos también completaban sus dietas con carne procedente de la caza. El venado era una carne básica importante debido a la abundancia de ciervo de cola blanca en la región. También se cazaban conejos, ardillas, zarigüeyas y mapaches. Se criaba ganado, principalmente porcino y bovino, usándose tras el sacrificio todo el animal. Además de la carne, no era infrecuente que los colonos comieran vísceras como el hígado, los sesos y la tripa. Esta tradición se conserva aún en platos típicos como los chitterlings o chitlins (intestino delgado de cerdo frito), el livermush (un plato común de las Carolinas hecho con hígado de cerdo) y los sesos revueltos de cerdo. La grasa de los animales, especialmente de los cerdos, se procesaba para usarla en la cocina.

### Influencias afroamericanas
Las plantaciones surgieron después de que los colonos sureños advirtieran el gran potencial agrícola de la región. Los terratenientes más ricos empezaron a cultivar la tierra en mayores extensiones, empleando principalmente esclavos africanos para trabajar la tierra.
La dieta de la mayoría de los africanos consistía en verduras variadas, siento también comunes estofados y el arroz un alimento básico familiar. Los alimentos que pasaron a formar parte de la dieta sureña desde las costumbres afroamericanas incluyen la berenjena, la nuez de cola, las semillas de sésamo, el quingombó, el sorgo, los guisantes secos, el caupí, el arroz africano y algunos melones.
El término soul food no surgen hasta la primera mitad de la década de 1960 y hasta cierto punto puede considerarse una versión expatriada de la cocina sureña o casera familiar tanto a negros como a blancos de la región. Hay muchas historias sobre sureños blancos que van a otras partes de país y tiene que buscar en restaurantes africanos la comida con la que crecieron. En algunos casos se les dice que no pueden conseguir ciertos alimentos en supermercados y que prueben en tiendas especializadas. Hablando en general, los sureños blancos comen tradicionalmente la misma comida preparada de la misma forma que los sureños negros. Sin embargo, hay sutiles diferencias en la preparación, como tipos de condimentos, y en ciertas regiones, como Florida, hay variantes distintivas entre la cocina sureña blanca y sureña negra. También hay diferencias de clase que afectan a la mesa sureña de formas racialmente importantes. Por ejemplo, los cortes de carne menos apetecibles o nutritivos, como los chitlins o las manitas de cerdo, eran a menudo los únicos disponibles para los esclavos y la gente pobre (entre la que se contaba un gran porcentaje de la población afroamericana), y por tanto las soluciones creativas para cocinar estos alimentos son más parte de la cocina sureña negra que de la blanca. A medida que más afroamericanos salen de la pobreza y se preocupan más por su salud y su peso, tienen que enfrentarse a la decisión de abandonar determinados platos ricos en sal y grasa y pobres nutricionalmente que antes consumían por necesidad.

### Cocina sureña de masas
Un nicho de mercado para la cocina sureña junto con la comfort food estadounidense ha resultado rentable para cadenas como Cracker Barrel y Bob Evans, que han extendido su negocio por todo el país, sin limitarse al sur. Otras cadenas sureñas se especializan en este tipo de cocina pero han decidido permanecer principalmente en el sur. La barbacoa de pozo es popular en todo el sur de Estados Unidos: en muchos pueblos cuentan incluso con lugares preparados al efecto, lo que es raro en la mayoría del resto del país. Hay muchos restaurantes caseros individuales basados en la cocina del sur de Estados Unidos. A pesar de la imagen barata de muchos de ellos, algunos son más exclusivos. Hay varias cadenas de restaurantes con recetas sureñas producidas masivamente en sus menús, como Cracker Barrel, Kentucky Fried Chicken, Bojangles' Famous Chicken 'n Biscuits, Church's Chicken, Mrs. Winner's, Sonny's y Popeye's.

## Cocina sureña por región
La cocina sureña varía ampliamente según la región.
En el sur de Luisiana está la cocina criolla y cajún. Luisiana es también un gran productor de salsas picantes con sus guindillas, así como el mayor suministrador de cangrejo del país. El arroz fue históricamente un cultivo importante en las zonas costeras de Carolina del Norte y Carolina del Sur, dando origen a especialidades locales como el Hoppin' John (una mezcla de arroz y caupí condimentada con cerdo salado) y el Charleston red rice. Aunque Carolina del Norte, Carolina del Sur, Tennessee y Texas destacan especialmente por sus variedades propias de barbacoa, ésta es extremadamente popular por todo el sur con muchas variantes locales. Virginia destaca no solo por sus jamones sino también por su importante producción de manzanas y cacahuetes.
Oklahoma tiene reputación por muchos platos basados en cereales y judías, como el cornbread & beans o el popular plato de desayuno, biscuits & gravy. Misisipi se especializa en la cría de bagres, que se encuentran las tradicionales fish houses de todo el estado. Arkansas es el primer productor de arroz del país, y también destaca por el bagre, la barbacoa de cerdo en restaurantes, y el pollo. Maryland es conocido por sus cangrejos azules y de cáscara blanda, y por el Smith Island cake. De Florida procede la tarta de lima ácida y el palmito. El zumo de naranja es una bebida típica del estado. Georgia es famoso por sus melocotones, pacanas, cacahuetes y cebollas Vidalia.
Las zonas apalaches tienen verduras de invierno (cebollas, puerros y similares) y bayas en abundancia. Kentucky es famoso por el bourbon y el queso a la cerveza. Texas se especializa en el chili, mientras el estofado Brunswick surgió en las zonas orientales del sur. Hablando en general, muchas partes del alto sur se especializan más en cerdo, sorgo y whisky, mientras las zonas rurales costeras bajas son famosas por el marisco (gambas y cangrejos), el arroz y la sémola de maíz. Las partes occidentales del sur como Texas y Oklahoma se inclinan más por la ternera.

### Cocina criolla y cajún

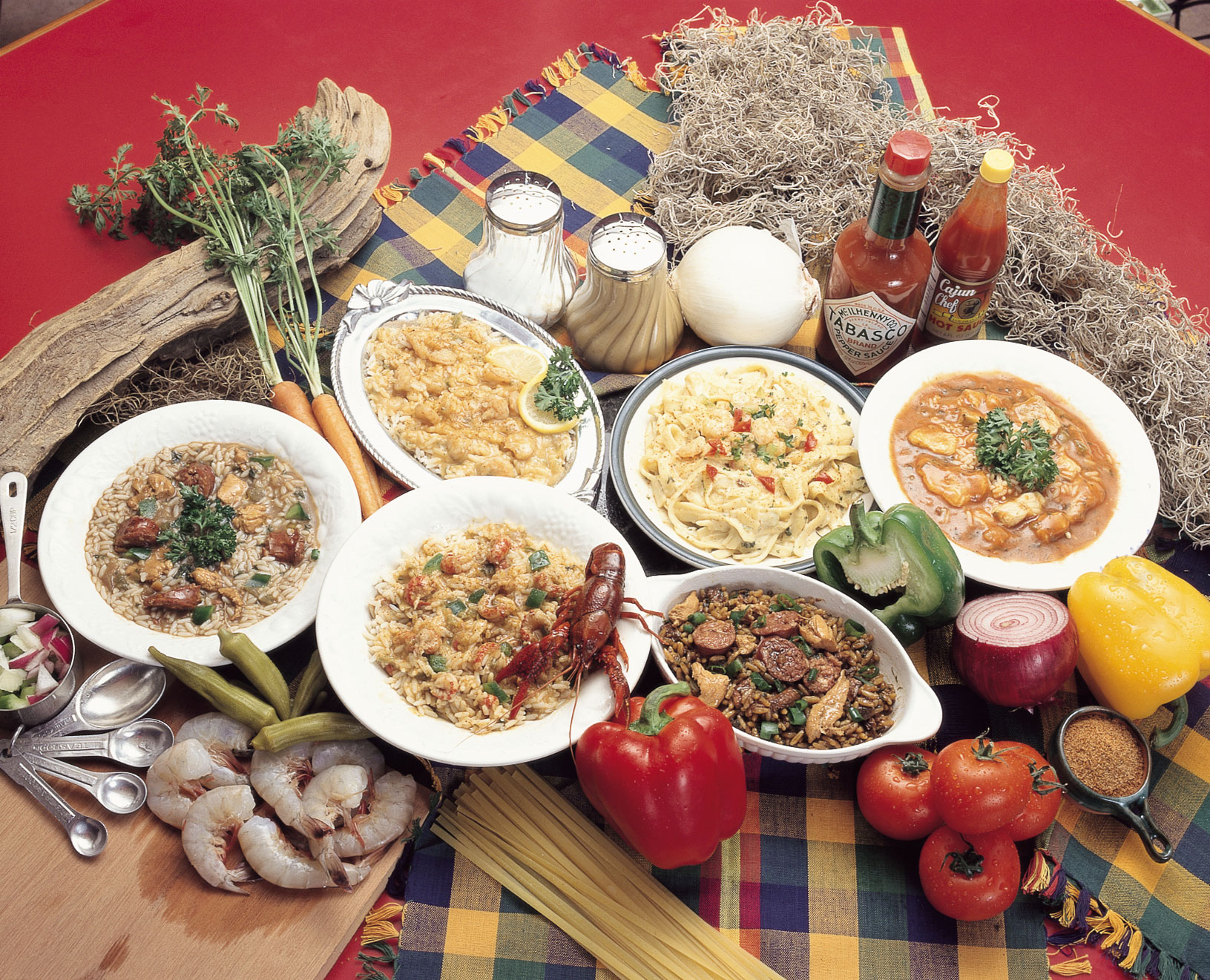
Platos típicos de la cocina criolla.

El sur de Luisiana desarrolló importantes tradiciones culinarias, destacando la cocina criolla de Luisiana del sureste del estado, centrada en Nueva Orleans y la cocina cajún centrada en Acadiana, al suroeste de Luisiana y este de Texas. Ambas comparten influencias con la cocina tradicional francesa, aunque con un mayor uso del arroz. La cocina criolla y la cajún también emplean muchos animales típicos de la costa como el cangrejo de río, el cangrejo, las ostras, las gambas y el pescado. Estos ingredientes fueron añadidos a sus dietas y aún están presentes en muchos platos de la región. También se cultivaban en la región frutas como higos, ciruelas y uvas, además de las pacanas y los cacahuetes, oriundos de la zona y que suponen una fuente alternativa de proteínas.

#### Cocina cajún
La cocina cajún incluye influencias de la región de Acadia (Canadá). El arroz, que podía usarse para estirar la carne y alimentar a familias numerosas, se convirtió en un importante alimento básico. Actualmente esta influencia se ve en muchos platos cajún que se sirven sobre una cama de arroz. Por el mismo motivo, el maíz también es importante. Además de los alimentos ya mencionados, las familias acadianas empezaron a usar verduras tales como quingombó, que es un ingrediente clave en los gumbos y los étouffées, además de en muchos otros platos cajún y criollos. Muchos sureños también consumen el quingombó frito o encurtido.

#### Cocina criolla de Luisiana
El sur de Luisiana estuvo más fuertemente influido por Francia, España y Latinoamérica que por Acadia, y también mantuvo más relaciones comerciales con Francia, lo que permitió la incorporación de tradiciones culinarias francesas más recientes hasta bien entrado el siglo XIX. La ciudad de Nueva Orleans, conocida por sus buenos restaurantes, permitió el desarrollo de variantes más elaboradas de las recetas locales. En 1979, el chef cajún Paul Prudhomme inauguró un conocido restaurante en Nueva Orleans que impulsó una importante influencia de la comida cajún sobre las tradiciones criollas.

### Cocinalowcountry
El lowcountry en las regiones costeras de las Carolinas, Virginia y Georgia, comparte muchos de los mismos recursos alimentarios de las zonas más altas del golfo: pescado, gambas, ostras, arroz y quingombó. Por esto, muestra también diversas similitudes con las tradiciones culinarias criolla y cajún.

### Cocina apalache
Las malas condiciones de viaje y las pobres infraestructuras de comunicaciones limitaron a la mayoría de las primeras colonias de las montañas Apalaches a los platos que podían producirse localmente. Para los granjeros, los cerdos y pollos eran la principal fuente de carne, manteniendo muchos sus propios ahumaderos para producir diversos jamones, pancetas y salchichas. El marisco, más allá de la pesca local (el bagre frito es muy apreciado) y el cangrejo de río, no estuvo disponible hasta la época moderna. Sin embargo, los Apalaches ofrecía una amplia variedad de caza, siendo especialmente común el venado y la ardilla. Cuando la harina de trigo y la levadura estuvieron disponibles a finales del siglo XIX, las galletas de suero de mantequilla se hicieron muy populares. La sal estuvo disponible principalmente de Saltville (Virginia), pero hasta la aparición de la pimienta negra apenas se usaron otros condimentos. Las mujeres de esta zona eran a menudo herbolarias, y usaron plantas locales como la lindera para condimentar. La achicoria, que crecía o podía cultivarse en la región, se empleó históricamente como sucedáneo del café. Bebidas como el whisky de maíz, la leche y el agua estaban disponibles en las granjas antiguas. El café, el azúcar granulado y el té negro no estuvieron disponibles hasta principios del siglo XX. Los dos principales edulcorantes eran el sorgo y la miel.
Actualmente un desayuno de galletas de suero de leche y sausage gravy también es muy común en toda la región, así como en lugares con inmigrantes apalaches. Los drippings de freír salchichas, pancetas y otros productos de cerdo suelen recogerse para hacer gravy y engrasar los cacharros de hierro fundido. El chicken and dumplings y el pollo frito siguen siendo muy apreciados. El pan de maíz, el corn pone, el hominy grits, el mush, el pudding corn y el estofado de hominy son platos muy comunes, ya que el maíz es el principal cereal cultivado en la región. Las frutas que tienden a ser más populares en esta zona son las manzanas, las peras y las frutas del bosque. La manzana frita endulzada sigue siendo una guarnición habitual. El jarabe de arce y el azúcar de arce se elaboran ocasionalmente en las altitudes a las que crece el arce azucarero. Las colmenillas y las rampas silvestre se recolectan a menudo. En las montañas se encuentran platos como dumplings de fruta y lechuga pocha aliñada. La elaboración casera de conservas también es una tradición arraigada. Las judías pinta secas son un alimento básico durante los meses de invierno. Se sirven típicamente en una sopa simple llamada sopa de judías. Las peras Kieffer estaban disponibles y junto con las manzanas se usaban para elaborar mantequilla de pera y de manzana. También eran populares los encurtidos agridulces, la remolacha en vinagre y el chow-chow. Los tomates se enlataban en grandes cantidades.

## Platos sureños tradicionales

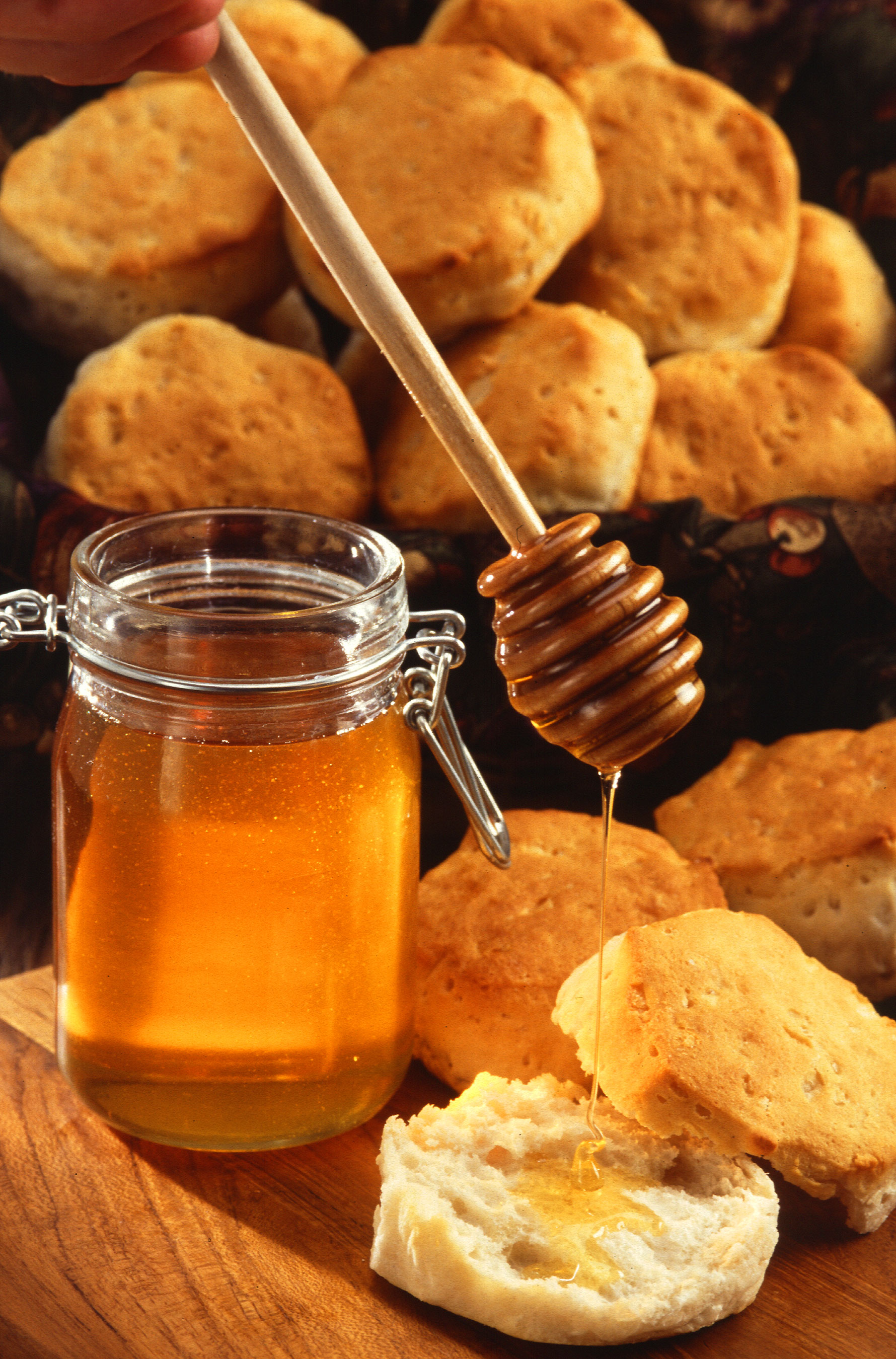
Panecillos con miel.

Una comida sureña tradicional es el pollo frito en sartén, los guisantes secos, el nabo o la berza, el puré de patata, el pan de maíz, el té dulce y un postre que podría ser un pastel (son tradicionales los de batata y melocotón, y el chess pie) o un cobbler (son tradicionales los de melocotón, zarzamora o frutas del bosque).
Otros platos habitualmente asociados con el sur son el julepe de menta, el pastel de pacanas, el jamón de Virginia, el chicken fried steak, la sémola de maíz, las panecillos de mantequilla, especialmente con gravy o sorgo dulce, el pimento cheese, el té dulce, la barbacoa en pozo, el bagre, los tomates verdes fritos, los pepinillos fritos, el budín de pan, el pollo frito, el gombo, el garrofón, las judías pintas, las judías verdes y el caupí. Un aperitivo popular, en temporada, son los cacahuetes hervidos.
El pollo frito está entre las exportaciones más conocidas de la región, si bien el cerdo también es parte importante de su cocina, siendo el jamón de Virginia su forma más renombrada. Una fiesta tradicional que incluye la barbacoa de un cerdo completo es conoce en Virginia y las Carolinas como pig pickin'. Las judías verdes suelen acompañarse con panceta y cerdo salado, los panecillos con jamón acompañan a menudo al desayuno, y el jamón con red-eye gravy o country gravy es un plato frecuente en las cenas. Un poco de tocino se añade a muchos platos de verdura para darles sabor.
No es infrecuente que una comida tradicional sureña esté formada solo por verduras sin plato de carne alguno, aunque se hayan usado productos cárnicos en su elaboración. El beans and greens, que consiste en judías blancas o marrones junto a un «revuelto» de verdura, siempre ha sido popular en gran parte del sur. Los grelos suelen prepararse mezclados con nabos en dados y un trozo de tocino. A menudo se dice que los sureños tienden a cocinar sus verduras un poco más o a usar más condimentos que otros estadounidenses.
Los postres sureños incluyen muchas recetas como el shortcake de fresa, el budín de plátano, las rodajas de manzana al horno, la tarta de batata, el pastel de calabaza y muchos otros dulces que emplean frutas cultivadas en la región.